# شورای ملی زنان نروژ
شورای ملی زنان نروژ (نروژی: Norske Kvinners Nasjonalråd) که با کوته نوشت (NKN) نیز شناخته می‌شود، یک تشکیلات چتر حمایتی برای سازمان‌های مدافع حقوق زنان در نروژ بود.
این شورا هیچ برنامه سیاسی تدوین شده‌ای نداشت و هدف خود را حمایت از همه سازمان‌ها و انجمن‌های زنان نروژی تعریف می‌کرد.

شورای ملی زنان نروژ به همت خانم گینا کروگ در سال ۱۹۰۴م، تأسیس شد و تا سال ۱۹۸۹ میلادی فعال بود. این شورا ضمن پوشش سازمان‌های ملی، نظیر انجمن بهداشت زنان نروژ، سازمان‌های ضد مصرف مشروبات الکلی یا انجمن‌های مذهبی، خود تحت پوشش چتر حمایتی شورای بین‌المللی زنان قرار داشت. شورای ملی زنان نروژ در سال ۱۹۸۹م، پس از خروج مهم‌ترین انجمن‌های عضو، از شورا از جمله انجمن بهداشت زنان نروژ، منحل شد.

## ساختار تشکیلاتی
شورای ملی زنان نروژ تحت پوشش حمایتی شورای بین‌المللی زنان قرار داشت و خود یک چتر حمایتی برای ترکیب متنوعی از سازمان‌ها و انجمن‌های ملی و شوراهای محلی زنان در نروژ بود. به نوبه خود بعضی از این سازمان‌های ملی از انجمن‌های محلی تشکیل شده بودند.
چنین ترکیبی تماس نزدیک با زنان همه نواحی نروژ را سازمان می‌داد.

از بزرگ‌ترین سازمان‌های ملی که به‌طور مستقیم تحت پوشش شورا قرار داشتند، می‌توان از انجمن زنان خانه‌دار نروژ، انجمن بهداشت زنان نروژ و چند انجمن دیگر غیرانتفاعی نام برد.

در عین حال شورای ملی زنان نروژ، توسط جنبش کارگری زنان، یک تشکیلات بورژوازی محسوب می‌شد و سال‌ها تلاش شورا برای جذب همکاری انجمن‌های کارگری زنان بی‌نتیجه ماند. انجمن زنان کشاورز نروژ که در سال ۱۹۱۸م، تأسیس شد نیز تا سال ۱۹۴۸م، از عضویت در شورا خودداری نمود، اما بعد از تجدید سازمان به شورای ملی زنان نروژ پیوست و بعدها تبدیل به بزرگ‌ترین سازمان عضو شورا شد.

## اهداف
اهداف اصلی شورای ملی زنان نروژ، یکی نمایندگی انجمن‌های زنان نروژ،
در روابط بین‌المللی و دیگری ایجاد و هدایت همکاری بین انجمن‌های زنان نروژ، در داخل کشور بود. در عمل شورا یک برنامه سیاسی بلند مدت و تنظیم شده نداشت و فقط با سرمشق از شورای بین‌المللی زنان، شعار  آنچه می‌خواهید دیگران با شما انجام دهند، با آن‌ها انجام دهید! را دستور کار خود قرار داده بود. با این حال، برنامه‌های کوتاه مدتی توسط کمیته‌های ملی یا بین‌المللی تصویب شده و به شکلی محدود اجرا می‌شد.
 حق رای برای زنان، حق انتخاب آزاد تحصیل و کار و ممنوعیت تجارت جنسیتی از اولین شعارهای مبارزاتی شورای ملی زنان نروژ بود. در سال ۱۹۲۰م، به ابتکار شورای ملی زنان نروژ یک دوره کلاس‌های آموزش اجتماعی سازمان داده شد که در نوع خود بی‌سابقه بود.
در عمل شورای ملی زنان نروژ عرصه ای مهم برای مشارکت زنان نروژی در مباحث سیاسی بود. زنان نروژ تا دهه ۱۹۷۰م، در محافل سیاسی حضور مؤثری نداشتند. اما جلسات سراسری شورا که یک سال در میان برگزار می‌شد و به مجلس زنان معروف بود، یک منبع مهم کسب اطلاعات برای مقامات مسئول کشور به حساب می‌آمد. در نشست سراسری شورا در سال ۱۹۵۳م، مجموعه ای از قوانین جدید به منظور
حفاظت از حقوق زنان در عرصه‌های فرهنگی، اقتصادی و شغلی به تصویب رسید.

## پیشینه

### جنگ جهانی دوم
در اواخر دهه ۱۹۳۰م، وقوع جنگی قریب‌الوقوع محرز شد. در سال ۱۹۳۸م، به شورای ملی زنان نروژ آماده باش داده شد تا در صورت نیاز، زنان شاغل در اداره پست و تلگراف و مطبوعات را سازماندهی کند. در دسامبر ۱۹۳۹م، کمیته کار زنان تشکیل شد. وظیفه این کمیته آموزش زنان در اموری بود که در صورت بروز جنگ می‌توانستند عهده‌دار شوند.
در تابستان ۱۹۴۰م، در حالی که نروژ تحت اشغال قوای آلمانی قرار داشت، شورای ملی زنان نروژ، دبیرخانه زنان حزب کارگر نروژ و
انجمن زنان کشاورز نروژ کمیته مشترکی تشکیل دادند تا در ملاقات با قوای اشغالگر، دیدگاه واحدی را نمایندگی کنند. اما اولگا بیونر که رهبری زنان کشاورز را بر عهده داشت با هواداری رسمی از نازیسم و نیروهای اشغالگر، اختلاف شدیدی را برانگیخت و باعث شد که کمیته منحل شود. پس از انحلال کمیته، شورای ملی زنان نروژ از برگزاری کلاس‌های آموزش اجتماعی منع و اموال مربوط به آن مصادره شد. از این به پس شورای ملی زنان نروژ، مبارزه با سیاست‌های قوای اشغالی را وظیفه خود قرار داد. در ماه مه ۱۹۴۱م، رهبر شورای ملی زنان نروژ، به همراه ۴۲ سازمان و انجمن دیگر یک نامه سرگشاده اعتراضی به یوزف تربوفن، فرمانده نظامی قوای آلمانی در نروژ نوشت. امضاء کنندگان این نامه همه احضار شده و مورد توبیخ قرار گرفتند. فعالیت سازمان‌ها و انجمن‌های مربوط یا ممنوع اعلام شد یا تحت نظارت مستقیم قوای آلمانی قرار گرفت. از جمله رهبر شورای ملی زنان نروژ برکنار شد و شخص دیگری به انتخاب قوای آلمانی به جای وی منصوب گشت. بسیاری از انجمن‌های محلی وابسته به شورا منحل شدند و اعضای آن‌ها تنها در جلسات غیررسمی در منازل ملاقات می‌کردند.

### دهه ۱۹۷۰و ۱۹۸۰م
در دهه ۱۹۷۰م، شورای ملی زنان نروژ، در اکثر مواردی که به نوعی موضوعی به زنان ارتباط داشته، از جمله مسائلی مانند حضور زنان در نیروهای مسلح، نقش زنان در خانه و اجتماع یا سینما و تئاتر یا سیاست و شورای شهر اظهار نظر کرده‌است. فعالیت شورا در ضمن به افزایش تعداد نمایندگان زن در شوراهای شهرداری و مجلس کمک کرد.
با این حال، شورای سال‌های ۱۹۷۰م، دیگر آن روح فمینیستی سابق را در قالب نداشت. از جمله شواهد این ادعا، موضع‌گیری دو دل شورا در مورد مسئله سقط جنین بود. در سال ۱۹۷۲م، همین مسئله باعث انشعاب در شورا و بعدها در سال ۱۸۸۴م، موجب تشکیل انجمن زنان نروژ شد.

### انحلال
دهه ۱۹۸۰م، برای بسیاری از سازمان‌های زنان دوره سختی بود. از طرفی علاقه شدیدی که به مسائل زنان وجود داشت رو به ضعف گذاشت و از طرف دیگر دولت و ارگان‌های رسمی وظایفی را عهده‌دار شدند که سابقاً توسط نهادهای مردمی اداره می‌شد. شورای ملی زنان نروژ دیگر قادر به گردآوردن انجمن‌های مختلف به زیر چتر خود نبود و همین موضوع به نوبه خود مشکلات اقتصادی به بار آورده بود. بزرگ‌ترین انجمن عضو شورا یعنی  انجمن بهداشت زنان نروژ در سال ۱۹۸۸م، از شورا خارج شد و عملا ادامه حفظ شورا را غیرممکن ساخت. سال‌ها بعد بر سر تعطیل کار اجماع صورت گرفت و نهایتاً در تاریخ اول ژانویه ۱۹۹۰م، شورای ملی زنان نروژ به‌طور رسمی انحلال پیدا کرد.